# AHL 1954/55
Die Saison 1954/55 war die 19. reguläre Saison der American Hockey League (AHL). Während der regulären Saison bestritten die sechs Teams der Liga jeweils 64 Spiele. Die vier besten Mannschaften der AHL spielten anschließend in einer Play-off-Runde um den Calder Cup.

## Teamänderungen
Folgende Änderungen wurden vor Beginn der Saison vorgenommen:
- Die Syracuse Warriors kehrten nach West Springfield, Massachusetts zurück und spielten fortan wieder unter ihren ursprünglichen Namen Springfield Indians

## Reguläre Saison

### Abschlusstabellen
Abkürzungen: GP = Spiele, W = Siege, L = Niederlagen, T = Unentschieden, OTL = Niederlage nach Overtime, GF = Erzielte Tore, GA = Gegentore, Pts = Punkte

Erläuterungen: In Klammern befindet sich die Platzierung innerhalb der Conference;       = Playoff-Qualifikation,       = Division-Sieger,       = Conference-Sieger

#### Reguläre Saison
|                     | GP | W  | L  | T | GF  | GA  | Pts |
| ------------------- | -- | -- | -- | - | --- | --- | --- |
| Pittsburgh Hornets  | 64 | 31 | 25 | 8 | 187 | 180 | 70  |
| Cleveland Barons    | 64 | 32 | 29 | 3 | 254 | 222 | 67  |
| Springfield Indians | 64 | 32 | 29 | 3 | 251 | 233 | 67  |
| Buffalo Bisons      | 64 | 31 | 28 | 5 | 248 | 228 | 67  |
| Hershey Bears       | 64 | 29 | 28 | 7 | 217 | 225 | 65  |
| Providence Reds     | 64 | 21 | 37 | 6 | 194 | 263 | 48  |

### Beste Scorer
Abkürzungen: GP = Spiele, G = Tore, A = Assists, Pts = Punkte, +/- = Plus/Minus, PIM = Strafminuten; Fett: Saisonbestwert
| Spieler           | Team                | GP | G  | A  | Pts | PIM |
| ----------------- | ------------------- | -- | -- | -- | --- | --- |
| Eddie Olson       | Cleveland Barons    | 60 | 41 | 47 | 88  | 48  |
| Ken Wharram       | Buffalo Bisons      | 63 | 33 | 49 | 82  | 15  |
| Ross Lowe         | Springfield Indians | 60 | 32 | 50 | 82  | 91  |
| Fred Glover       | Cleveland Barons    | 58 | 33 | 42 | 75  | 108 |
| Walt Atanas       | Springfield Indians | 62 | 29 | 45 | 74  | 66  |
| Paul Larivée      | Providence Reds     | 62 | 29 | 45 | 74  | 19  |
| Zellio Toppazzini | Providence Reds     | 62 | 21 | 53 | 74  | 12  |
| Arnie Kullman     | Hershey Bears       | 62 | 23 | 48 | 71  | 67  |
| Jim Anderson      | Springfield Indians | 63 | 39 | 32 | 71  | 40  |
| Ellard O’Brien    | Hershey Bears       | 62 | 31 | 38 | 69  | 28  |

## Calder-Cup-Playoffs

### Modus
Für die Play-offs qualifizierten sich die vier besten Mannschaften der American Hockey League. Im Halbfinale und Finale spielten diesen den Calder-Cup-Gewinner aus. Das Halbfinale wurde im Modus Best-of-Five ausgetragen, während das Finale im Modus Best-of-Seven stattfand.

### Play-off-Übersicht
|  | Halbfinale | Halbfinale          | Halbfinale |  |  | Finale | Finale             | Finale |
|  |            |                     |            |  |  |        |                    |        |
|  |            |                     |            |  |  |        |                    |        |
|  | 1          | Pittsburgh Hornets  | 3          |  |  |        |                    |        |
|  | 3          | Springfield Indians | 1          |  |  |        |                    |        |
|  |            |                     |            |  |  | 1      | Pittsburgh Hornets | 4      |
|  |            |                     |            |  |  | 4      | Buffalo Bisons     | 2      |
|  | 2          | Cleveland Barons    | 1          |  |  |        |                    |        |
|  | 4          | Buffalo Bisons      | 3          |  |  |        |                    |        |
|  |            |                     |            |  |  |        |                    |        |

## Vergebene Trophäen

### Mannschaftstrophäen
| Auszeichnung                                              | Team               |
| --------------------------------------------------------- | ------------------ |
| Calder Cup Gewinner der AHL-Playoffs                      | Pittsburgh Hornets |
| F. G. „Teddy“ Oke Trophy Bestes Team der regulären Saison | Pittsburgh Hornets |

### Individuelle Trophäen
| Auszeichnung                                                                  | Spieler      | Team                |
| ----------------------------------------------------------------------------- | ------------ | ------------------- |
| Les Cunningham Award MVP der regulären Saison                                 | Ross Lowe    | Springfield Indians |
| John B. Sollenberger Trophy Bester Scorer                                     | Eddie Olson  | Cleveland Barons    |
| Dudley „Red“ Garrett Memorial Award Bester Rookie                             | Jim Anderson | Springfield Indians |
| Harry „Hap“ Holmes Memorial Award Torhüter mit dem geringsten Gegentorschnitt | Gil Mayer    | Pittsburgh Hornets  |